# Прибутковий будинок Асвадурова
Прибутковий будинок Асваду́рова — пам'ятка історії та архітектури місцевого значення в місті Одеса на вул. Італійській, 37 (на розі з Троїцькою вулицею).
Будівля суттєво постраждала внаслідок трагічної пожежі 4 грудня 2019 року. Тут були розміщені кілька державних освітніх і наукових установ, зокрема Інститут морської біології НАН України, Одеська філія Інституту археології НАН України, підрозділи Фізико-хімічного інституту НАН України, ДНВЗ «Одеський коледж економіки, права та готельно-ресторанного бізнесу», а також кілька інших установ та приватних компаній.

## Історія
До 1913 року на місці будинку Асвадурова існувала картонна фабрика Ю. І. Каплана (так званий дім Г. Грінвальда), розбудована в 1832 р. архітектором І. С. Козловим. На її місці розпочато зведення прибуткового будинку одеського тютюнового фабриканта С. І. Асвадурова. Замовник будинку Сіраган Ісаакович Асвадуров був купцем 1-ї гільдії, промисловцем 3-го розряду, спадковим почесним громадянином міста і ктитором вірмено-григоріанської церкви.

## Світлини

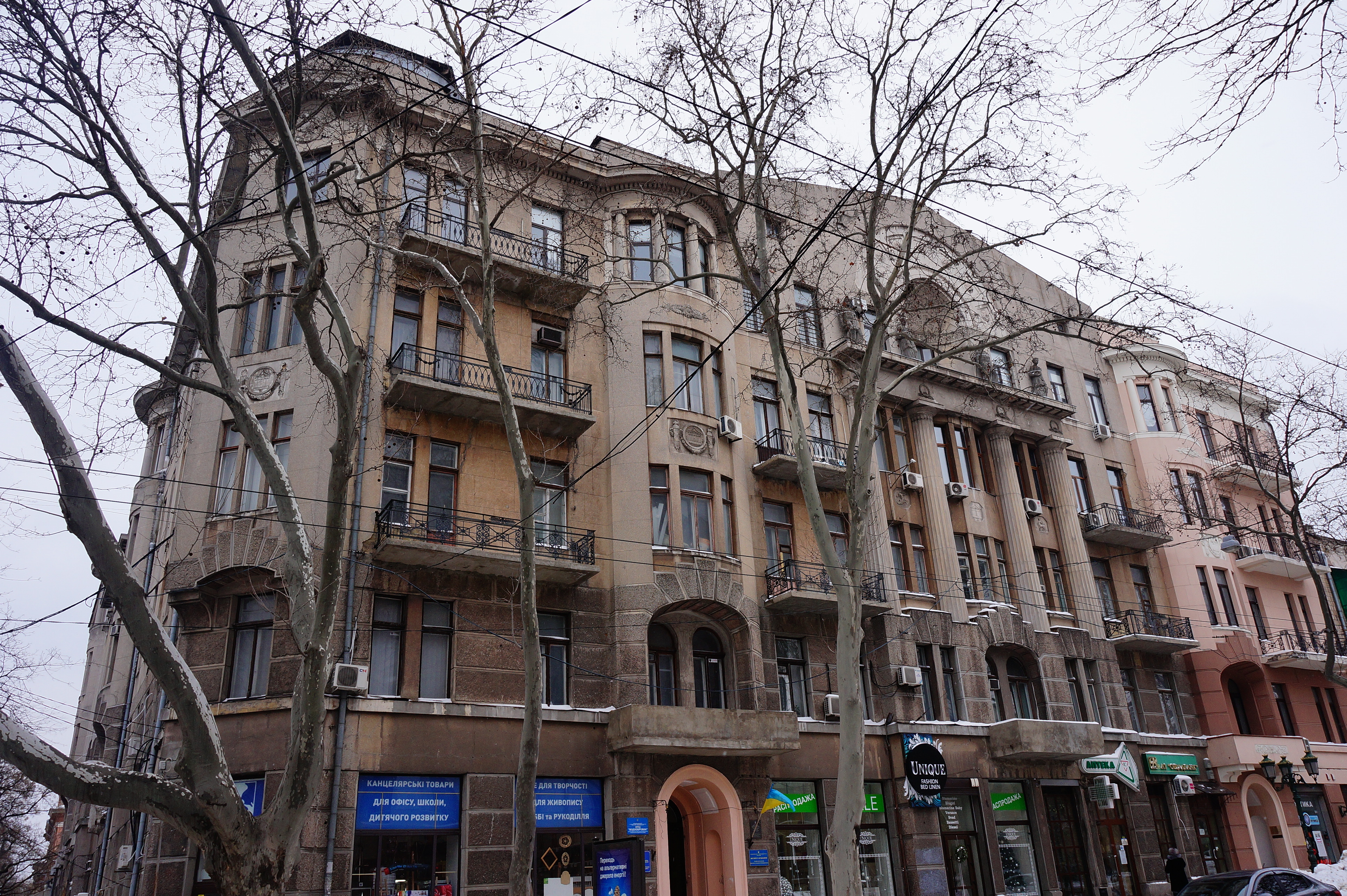
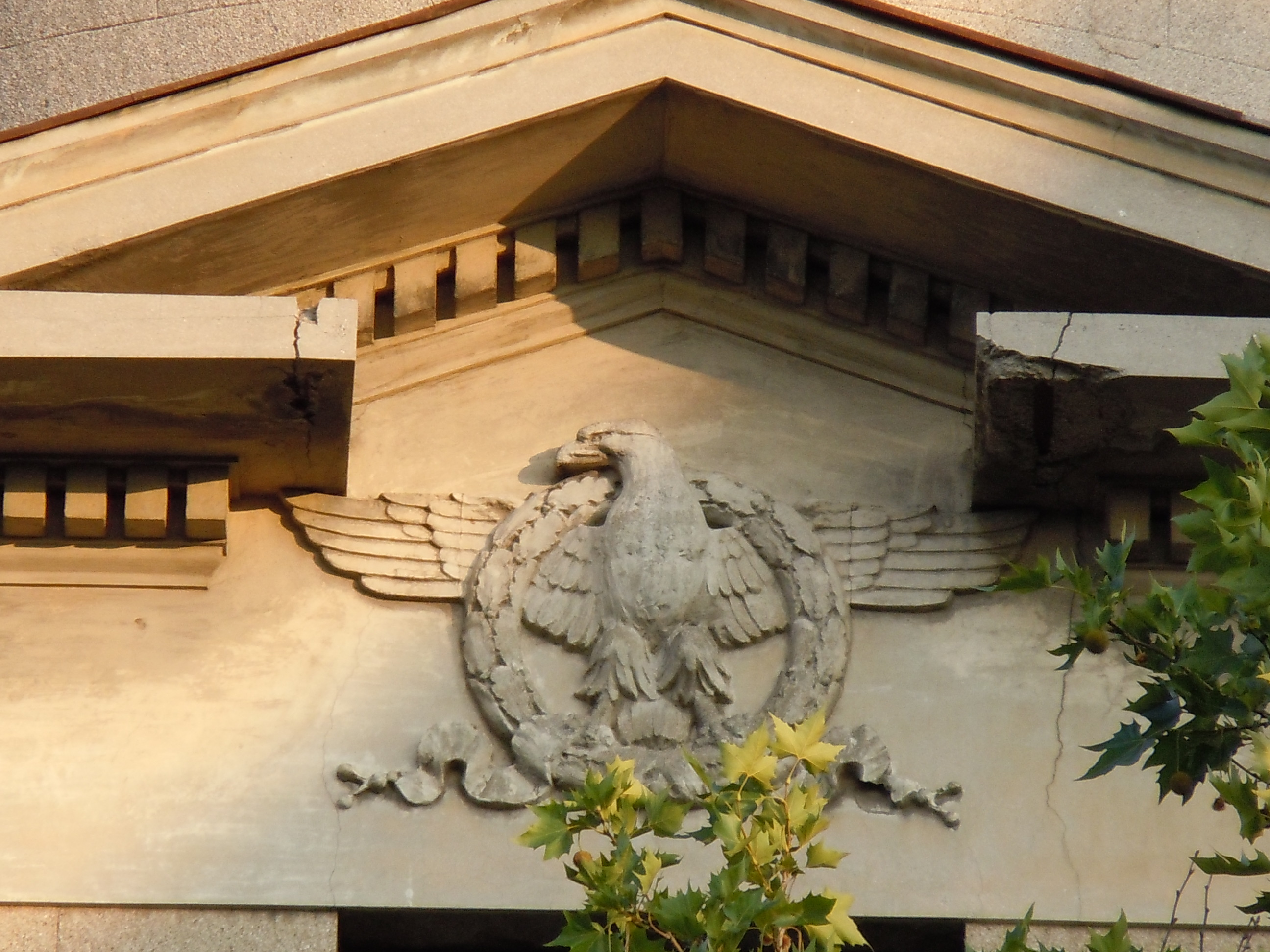
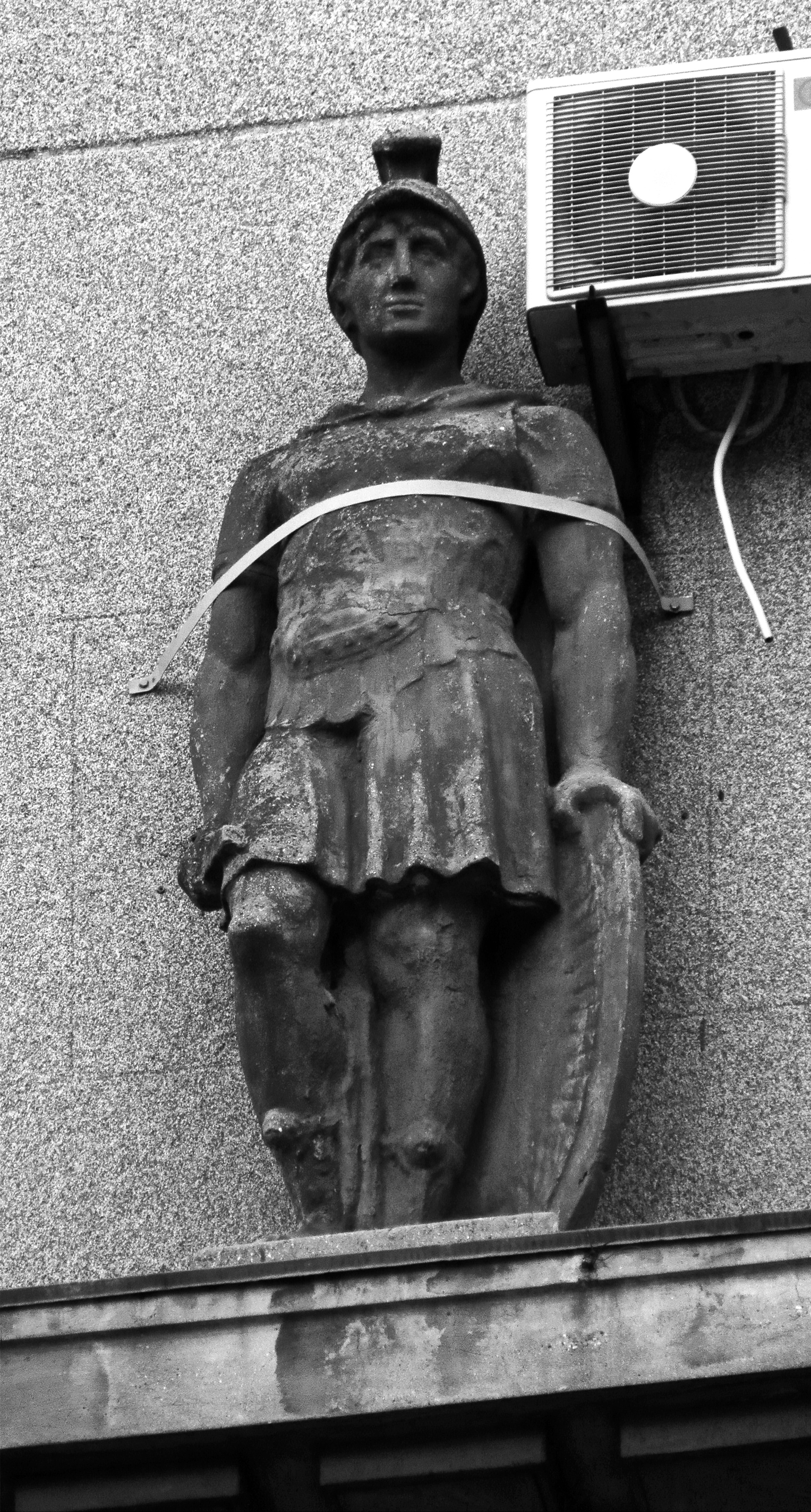
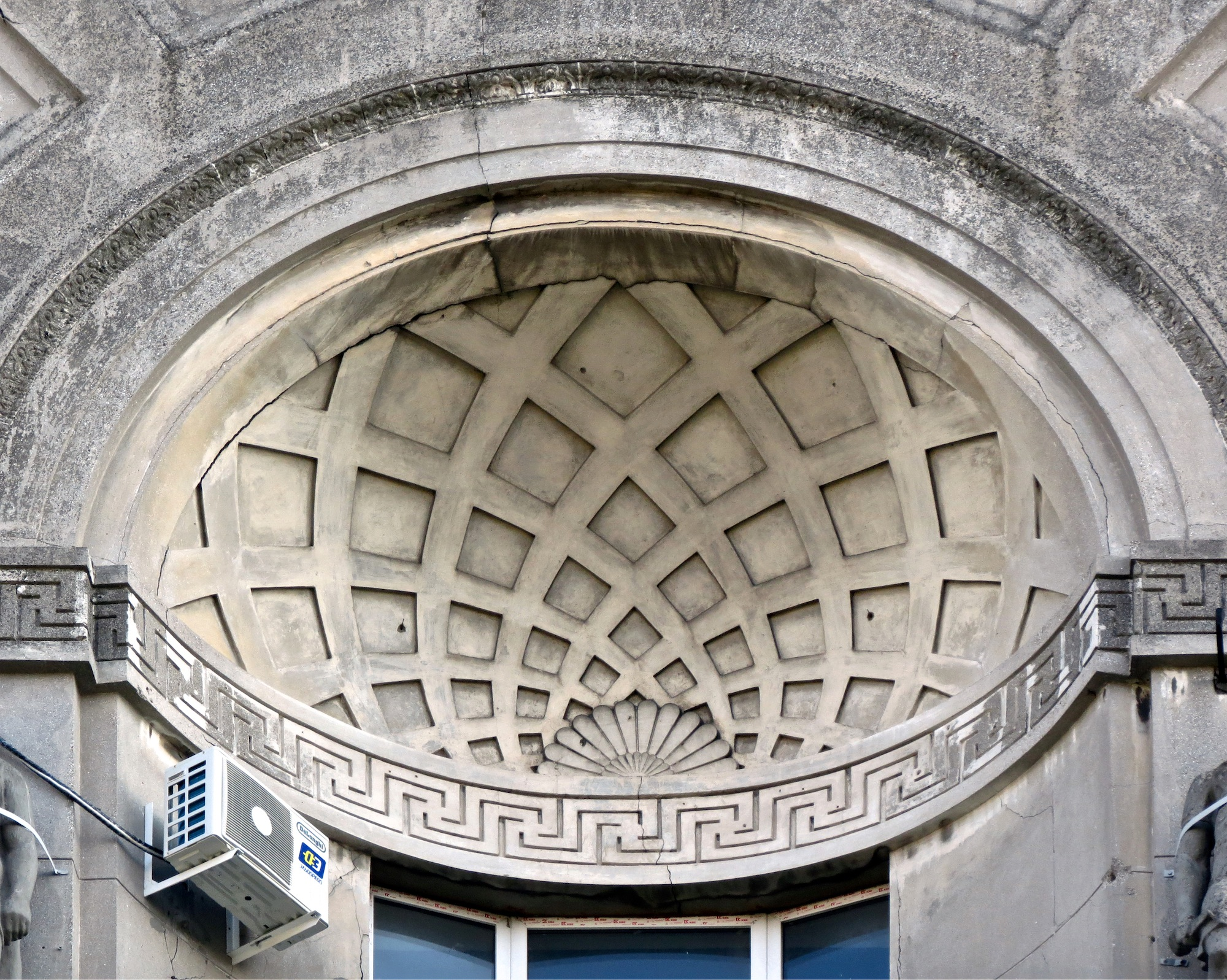
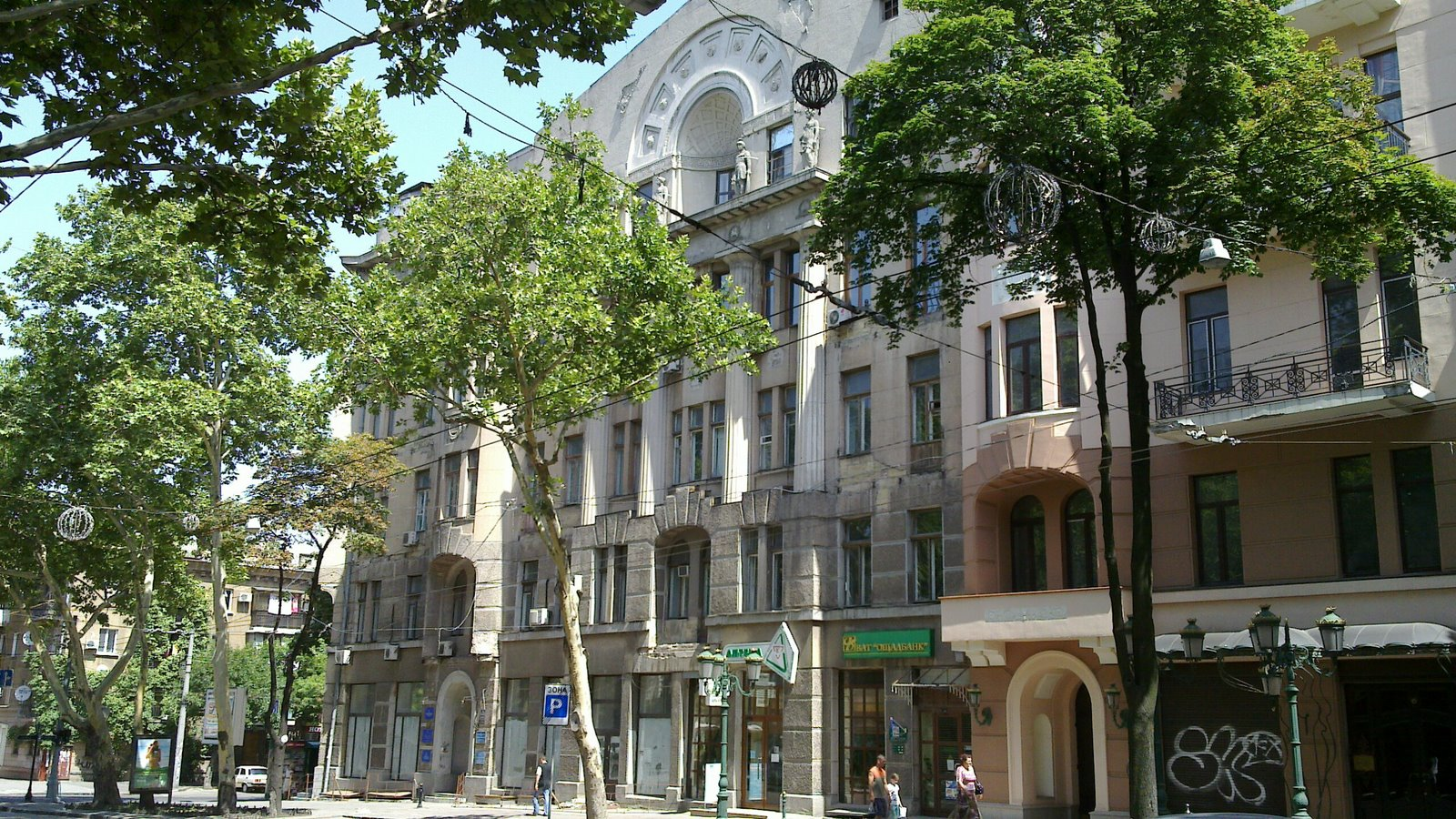

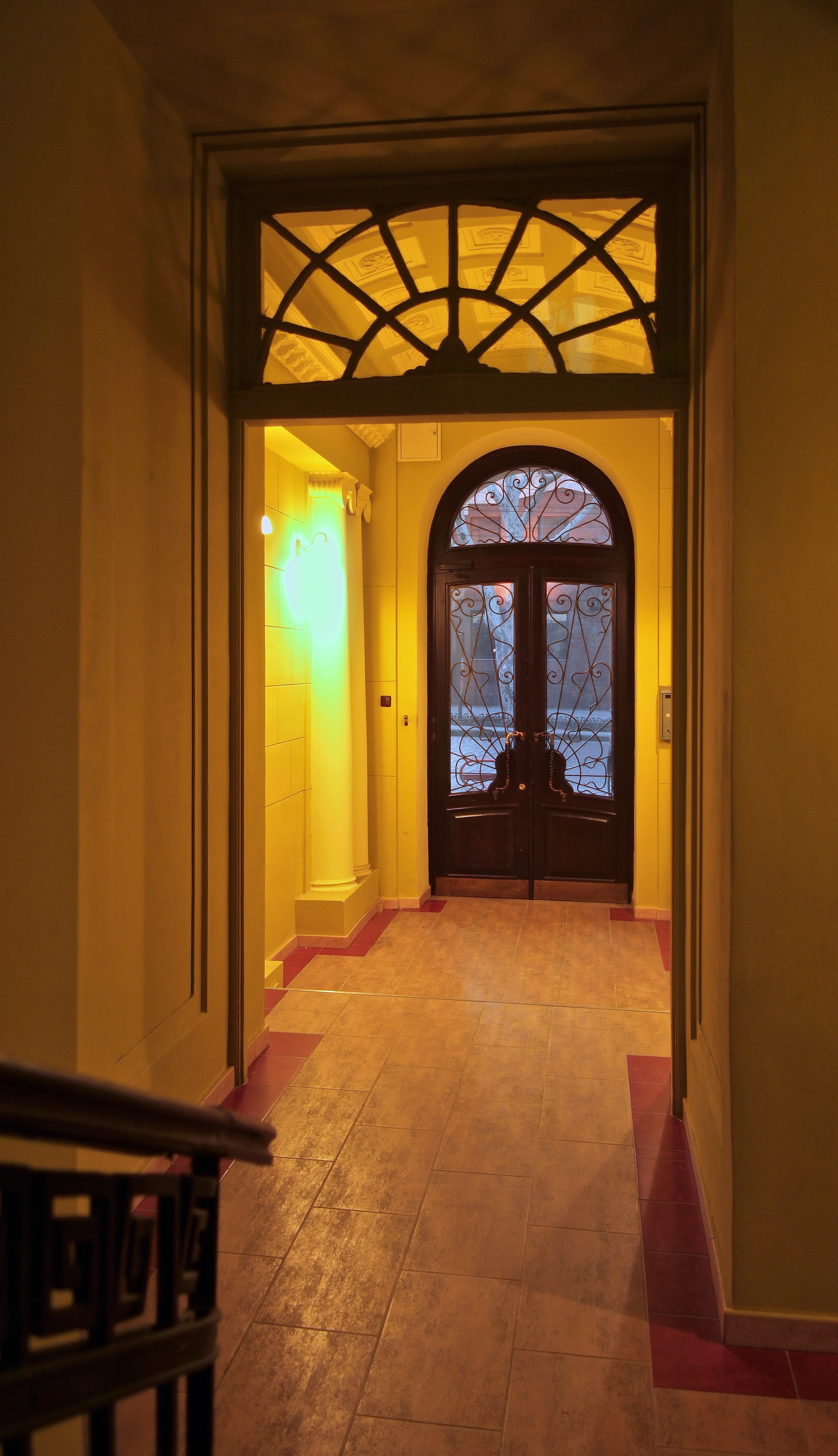
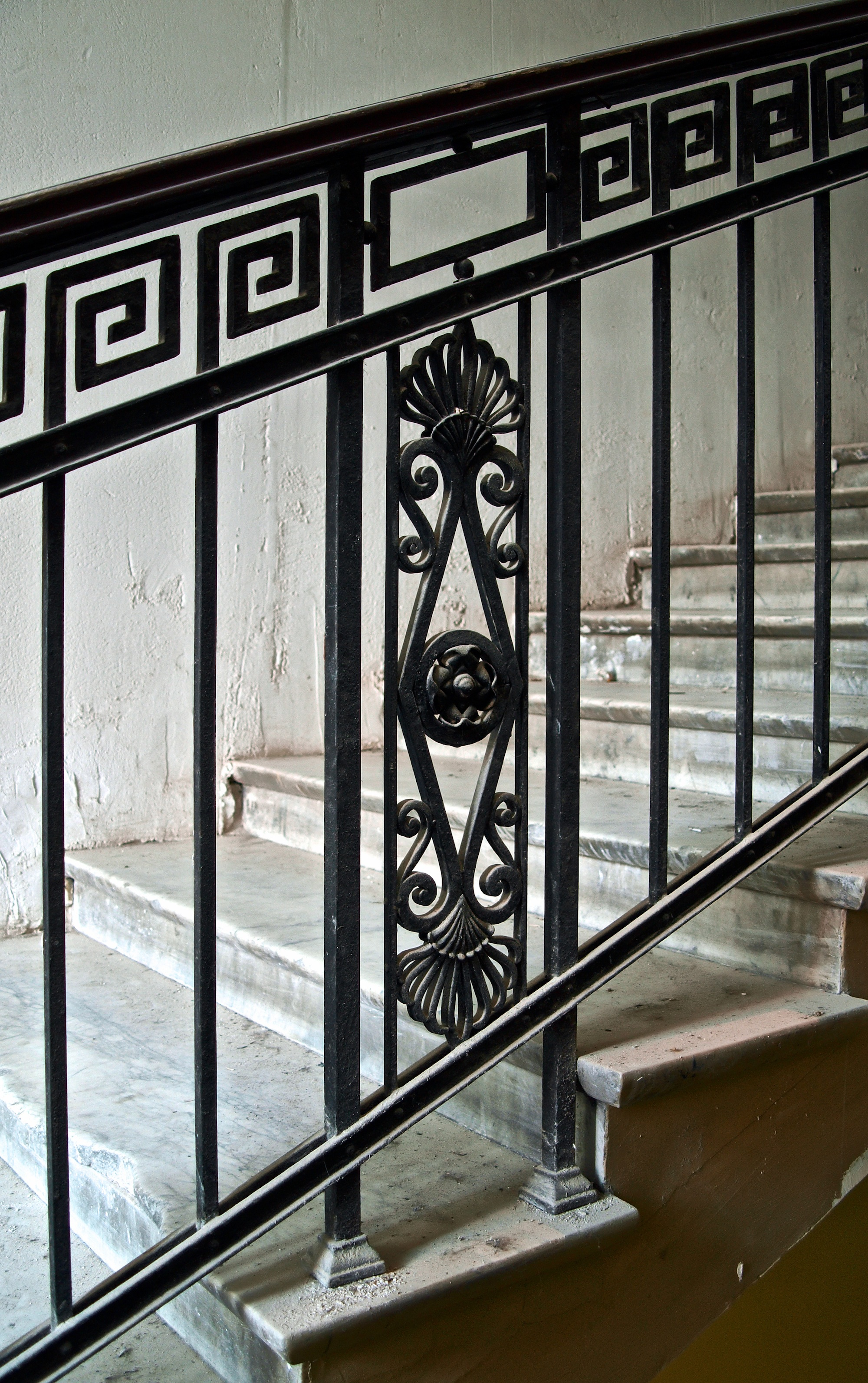
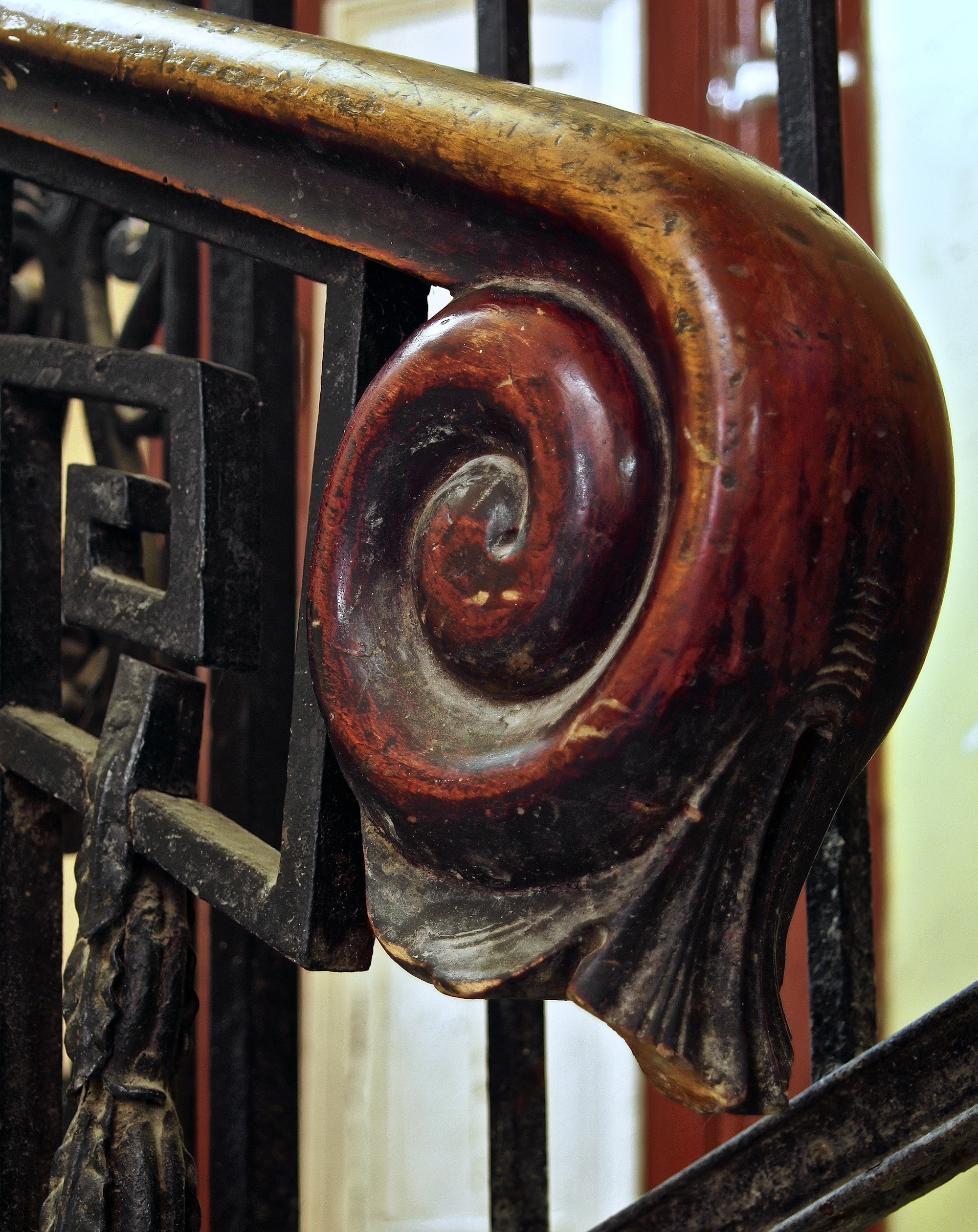
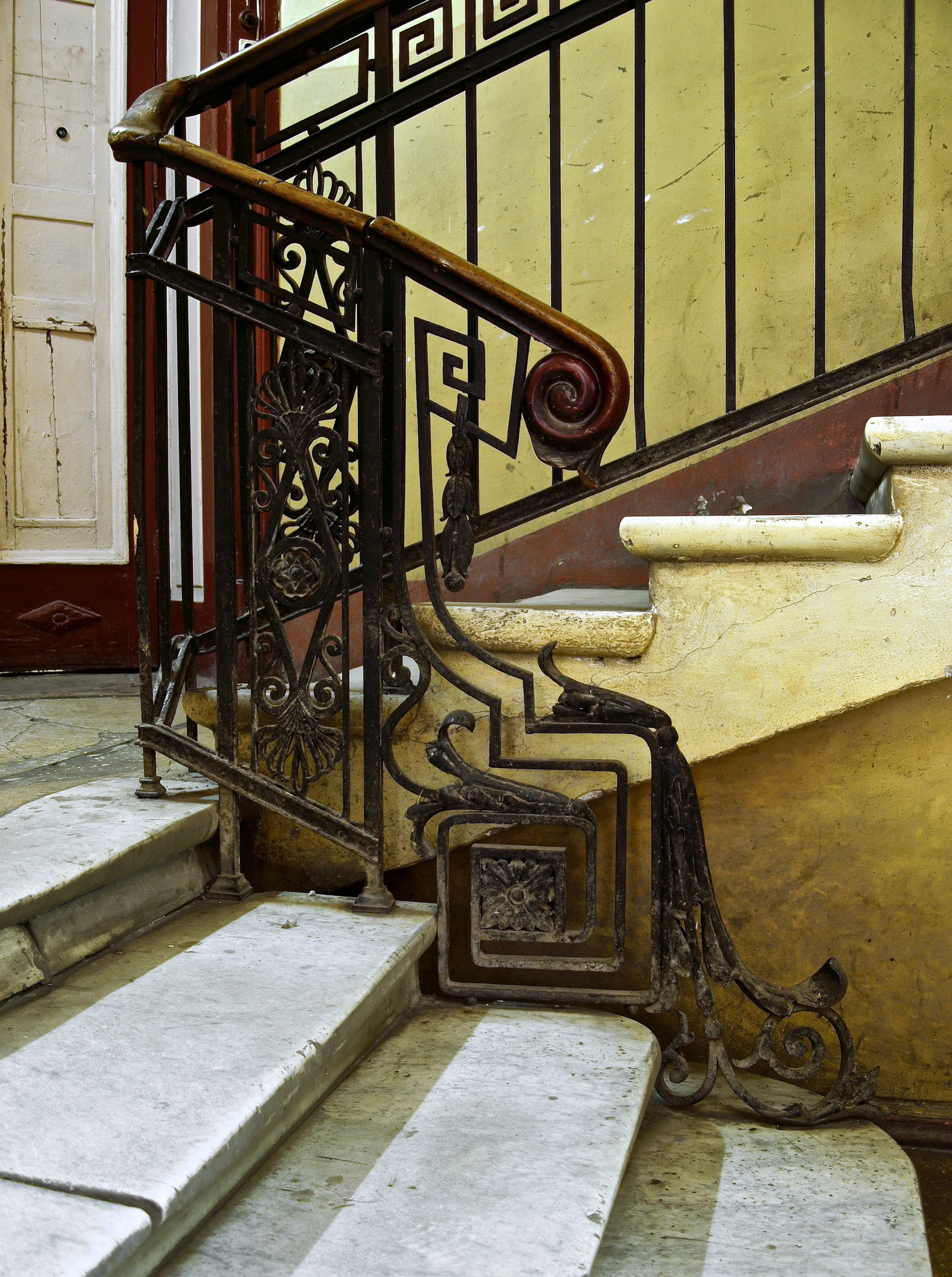
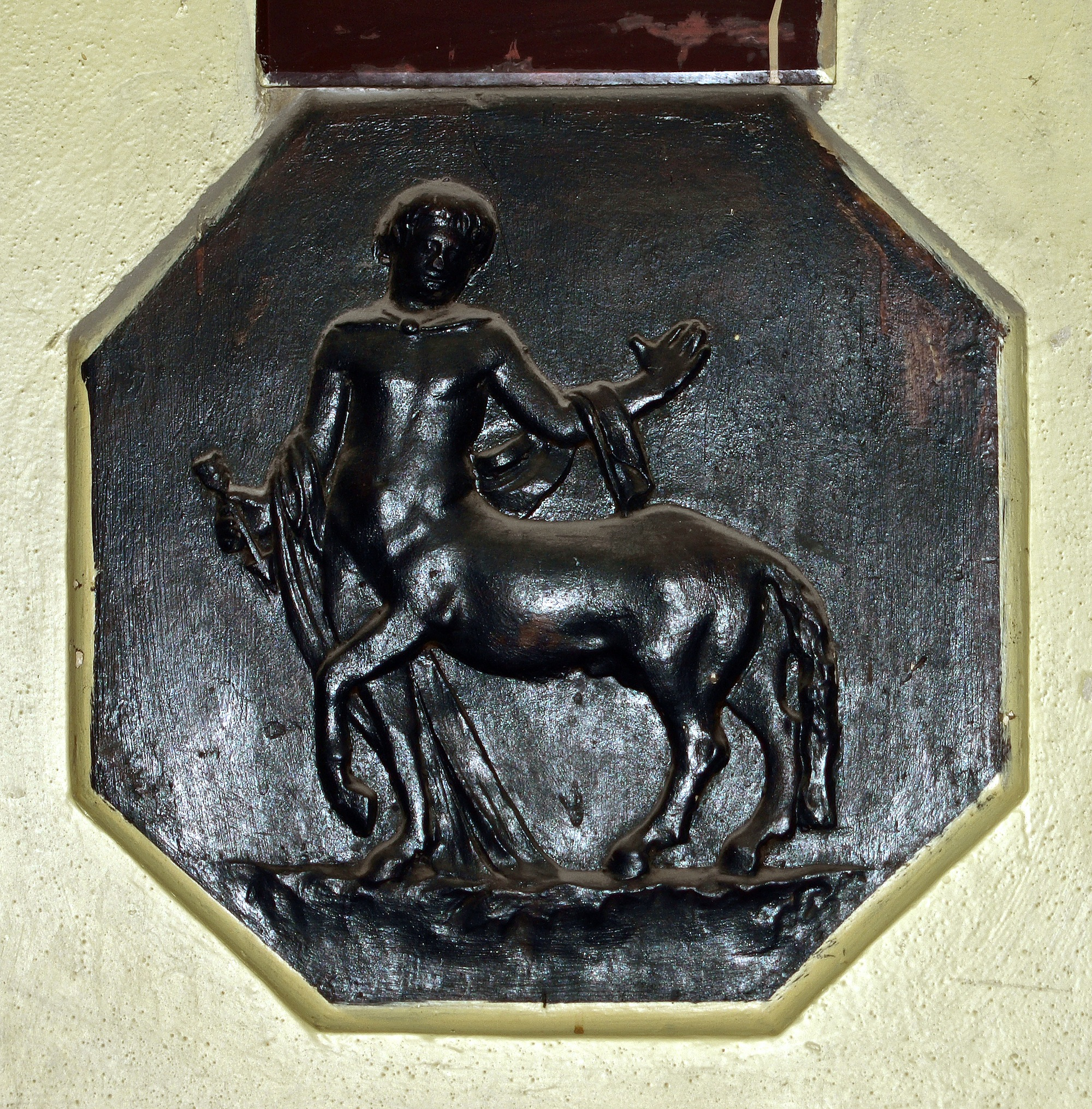
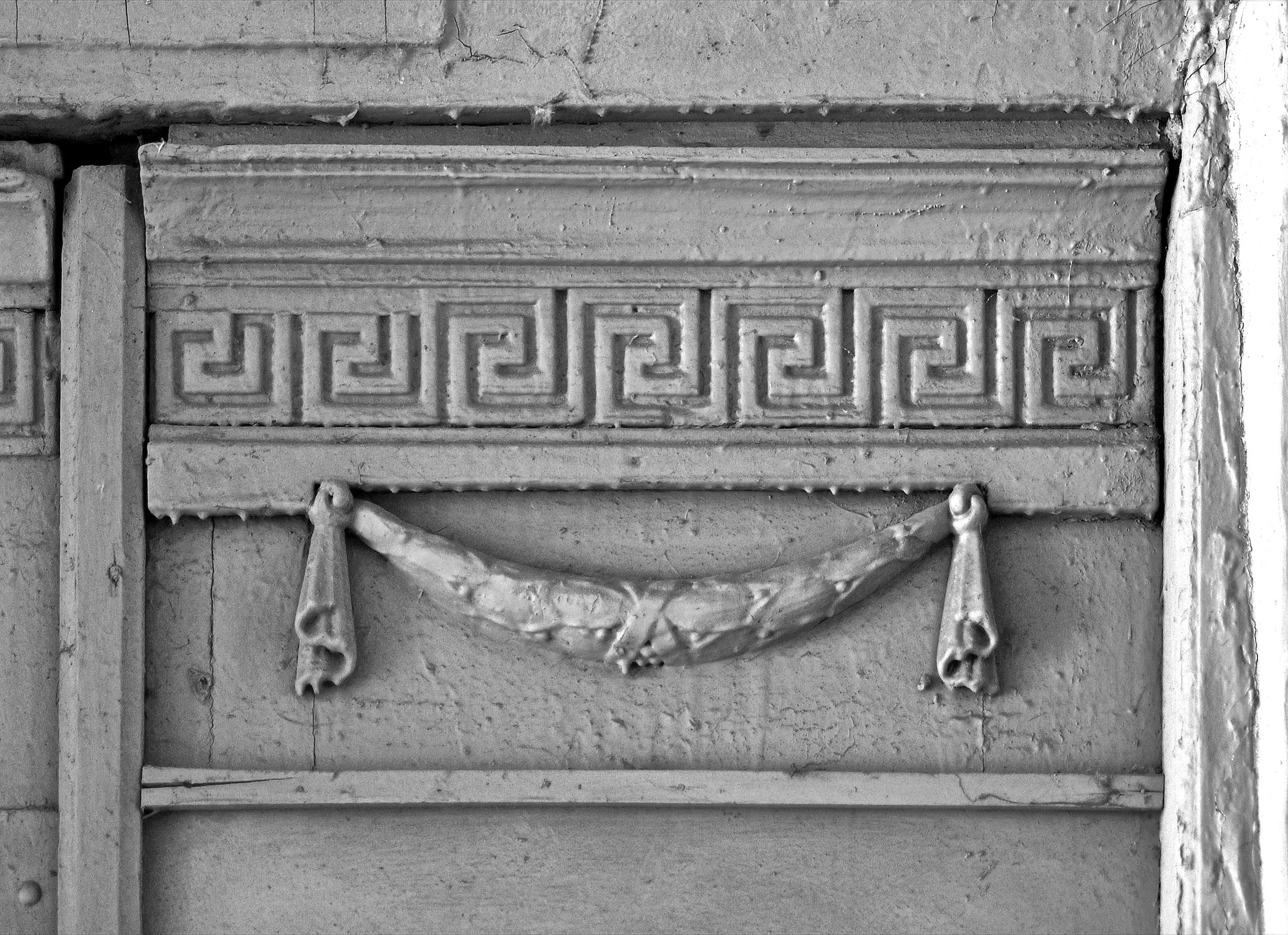
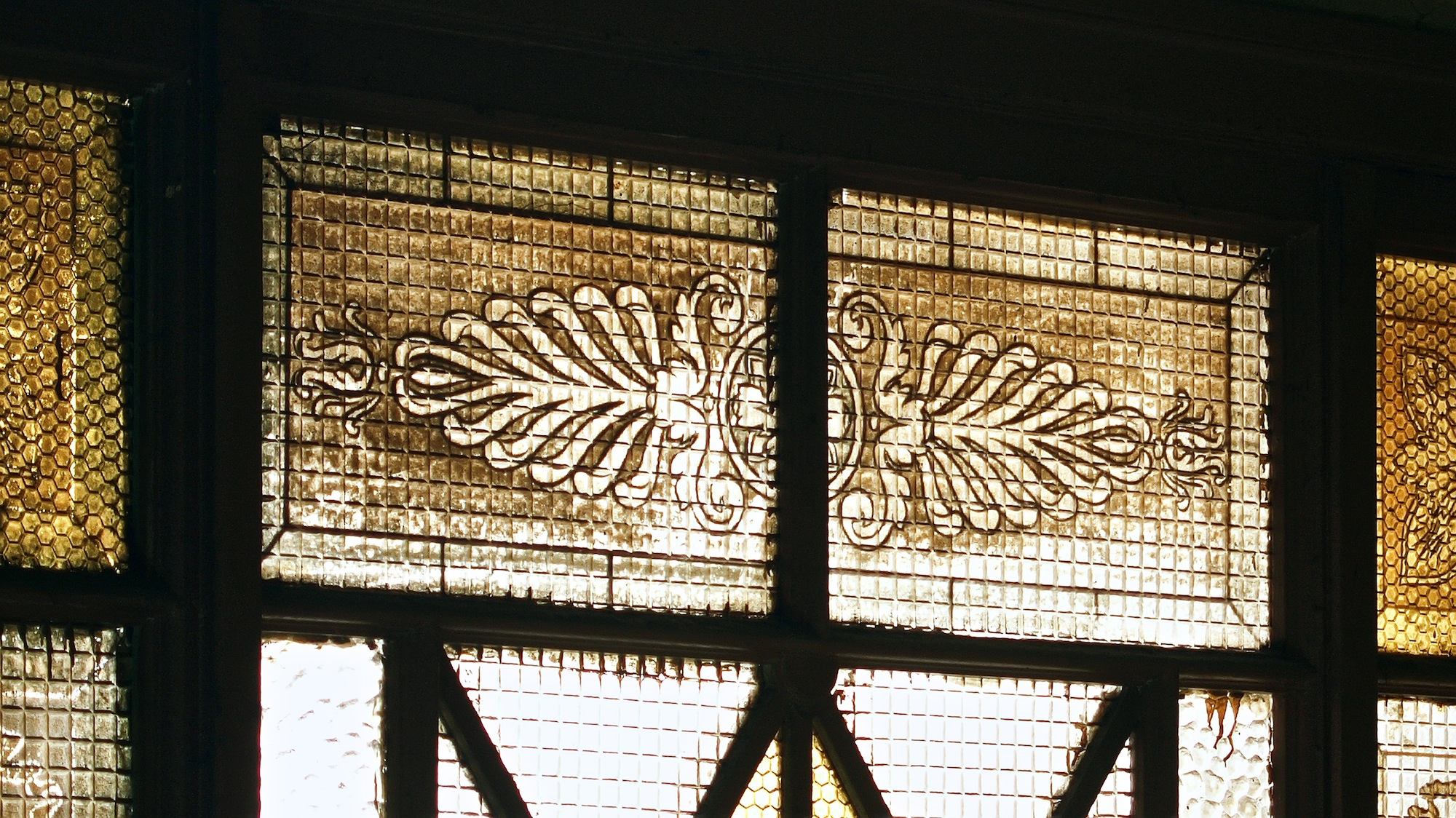
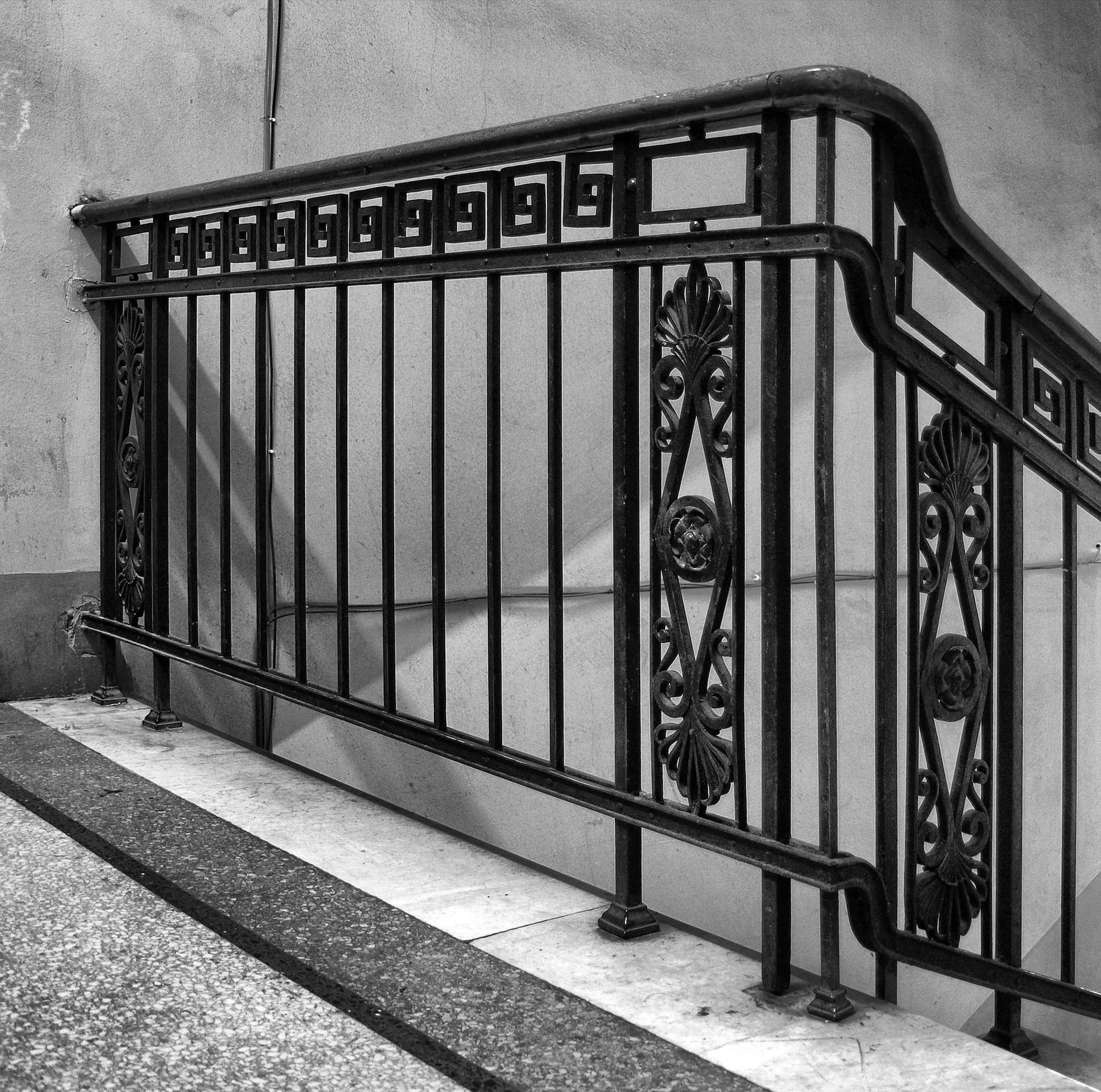

Інтер'єр

## Джерело
- Доходный дом С. И. Асвадурова. archodessa.com (рос.). (фото)